# Divina Liturgia

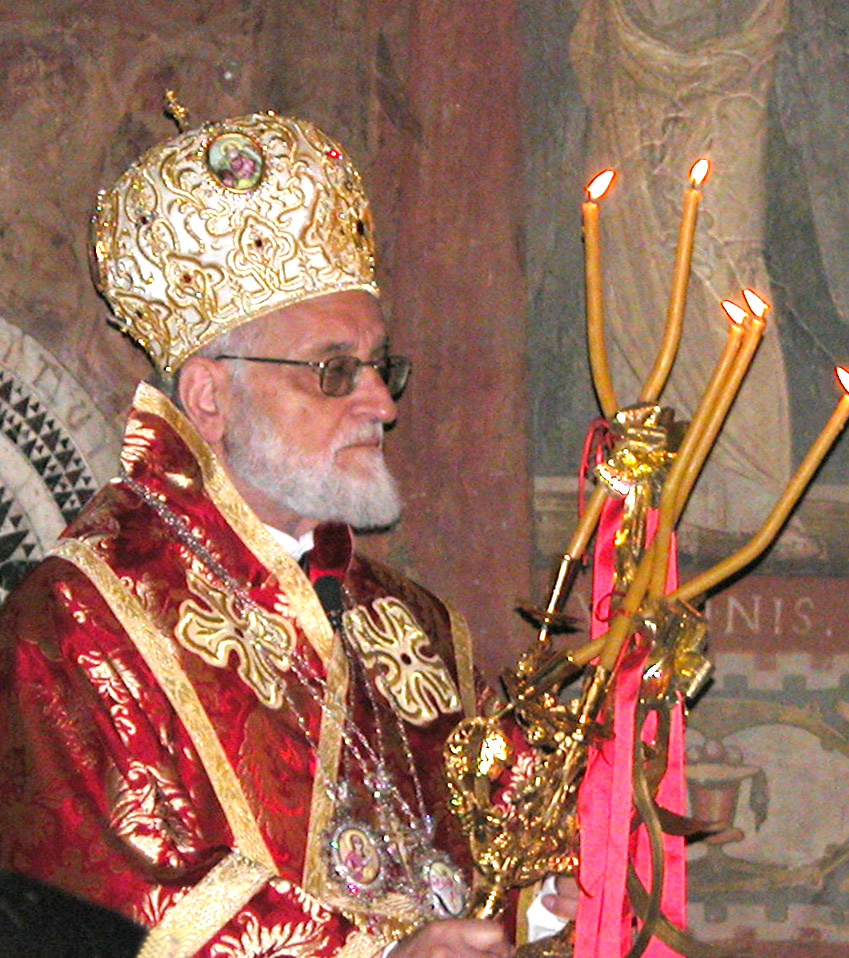
O Patriarca Melquita Gregório III durante a Divina Liturgia de Pentecostes, Roma 11 de maio 2008, Basilica de Santa Maria in Cosmedin

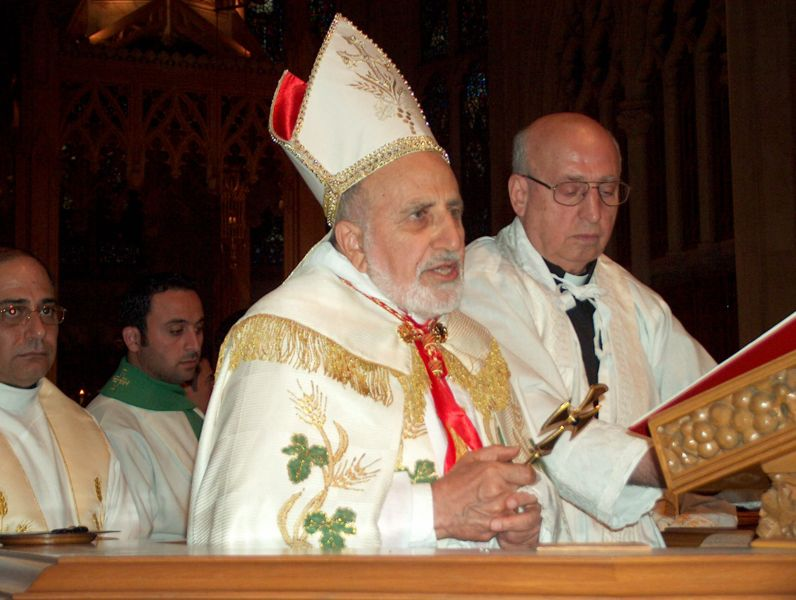
O Patriarca Caldeu Emmanuel III celebrando a Divina Liturgia numa Igreja no Iraque

Divina Liturgia é como é conhecida a celebração eucarística no rito bizantino. É usada principalmente na Igreja Ortodoxa, mas também na Igrejas orientais católicas de rito bizantino e ainda em algumas Luteranas orientais. 
Alguns Ortodoxos usam o nome de Santa oferenda. Algumas vezes, também no rito latino, usa-se esta terminologia.
A Divina Liturgia possui quatro ordinários de celebração: a Divina Liturgia de São João Crisóstomo, a Divina Liturgia de São Basílio, Divina Liturgia de São Gregório Nazianzeno dos Dons Pré-Santificados e Divina Liturgia de São Tiago.

## Organização
A Divina Liturgia segue um esquema fixo, mesmo se as leituras e os hinos variassem conforme o calendário litúrgico. É dividida em trés partes:
- Liturgia da preparação: quando os celebrantes vestem a roupa sagrada e começa a Prothesis;
- Liturgia dos catecúmenos, chamada também Liturgia da Palavra.
- Liturgia dos fiéis, assim chamada porque somente os batizados em estado de graça (sem pecado mortal ou grave) podiam assistir. Hoje esta parte é só aplicada à comunhão. Porém dentro da Ortodoxia esse rito de saida dos catecumenos ainda permanece.